# جاكي غراهام
جاكي غراهام (بالإنجليزية: Jackie Graham)‏ (16 يوليو 1946 بغلاسكو في المملكة المتحدة - ) هو لاعب كرة قدم إسكتلندي في مركز الوسط. لعب مع دندي يونايتد ونادي برينتفورد ونادي فارنبوروه ودالاس تورنايدو ونادي وكينغ وStaines Town F.C. ‏ وBurnham F.C. ‏ وAddlestone & Weybridge Town F.C. ‏ ونادي غيلفورد سيتي ونادي هونسلو ‏ ونادي غرينوك مورتون.